# Lynne R. Parenti
Lynne Rosemary Parenti (* 6. August 1954 in Manhattan, New York City) ist eine US-amerikanische Ichthyologin am National Museum of Natural History.

## Leben
Von September 1973 bis Juli 1975 arbeitete Parenti als Forschungsassistentin an der Abteilung für Ökologie und Evolution der Stony Brook University. 1975 erlangte sie den Bachelor of Science in Biowissenschaften an der Stony Brook University. 1980 wurde sie mit der Dissertation A phylogenetic and biogeographic analysis of cyprinodontiform fishes in Biologie an der City University of New York promoviert. Von September 1975 bis Mai 1980 war sie Teilzeitlehrerin an der Abteilung für Biologie am City College der City University of New York. Von August 1980 bis August 1981 folgte die Postdoktoranden-Phase an der Abteilung für Fische des National Museum of Natural History der Smithsonian Institution. Von September 1981 bis Januar 1983 forschte sie im Rahmen eines NATO-Stipendiums der National Science Foundation am Natural History Museum in London.
Von Januar bis August 1983 war sie wissenschaftliche Mitarbeiterin an der ichthyologischen Abteilung des American Museum of Natural History in New York City und von August 1983 bis März 1984 war sie wissenschaftliche Mitarbeiterin an der ichthyologischen Abteilung des Field Museum of Natural History in Chicago. Von April 1984 bis Dezember 1989 war sie Forscherin an der Abteilung für Ichthyologie der California Academy of Sciences. 1987 war sie Gastdozentin am Graduiertenseminar Kladistik der San Francisco State University. 1988 war sie Assistenzprofessorin an der San Francisco State University. Seit Januar 1990 ist sie Kuratorin an der Abteilung für Fische am National Museum of Natural History.
Parenti ist Spezialistin für die Systematik und historische Biogeographie von Ährenfischverwandten (Atherinomorphae), von Eierlegenden Zahnkarpfen sowie von Grundelartigen. Ihre Publikationen umfassen Monographien über Beziehungen zwischen Killifischgattungen, die Abstammungsgeschichte der Gattung der Andenkärpflinge (Orestias), die vergleichende Anatomie und Systematik der Kehlphallusfische (Phallostethidae) und Lippenzahngrundeln (Sicydiinae) sowie die Theorie und Methodik der kladistischen Biogeographie.
Parentis Forschungsschwerpunkte sind die Systematik und Biogeographie von Knochenfischen, die Nutzung der Reproduktionsbiologie bei der Erforschung der Knochenfischphylogenese sowie Theorie und Methodik der Biogeographie. Sie sammelte Süßwasser- und Küstenfische in Papua-Neuguinea, Borneo, Sulawesi, der Malaiischen Halbinsel und Singapur, Taiwan, China, Hawaii, Tasmanien und Neuseeland sowie in Kuba und anderen Gebieten der Neotropis. Parenti hat über 100 wissenschaftliche Publikationen verfasst, darunter die Bücher Cladistic Biogeography: Interpreting Patterns of Plant and Animal Distributions (1986 und 1999), Interrelationships of Fishes (1996), Ecology of the Marine Fishes of Cuba (2002) sowie Comparative Biogeography: Discovering and Classifying Biogeographical Patterns of a Dynamic Earth (Species and Systematics) (2009).
2005 wurde Parenti zur ersten Präsidentin der American Society of Ichthyologists and Herpetologists gewählt. Sie ist ferner gewähltes Mitglied der American Association for the Advancement of Science, Ehrenmitglied der California Academy of Sciences sowie Ehrenmitglied der Indonesian Ichthyological Society. Neben G. David Johnson, Maurice Kottelat, Richard L. Mayden und Mutsumi Nishida war Parenti Dozentin beim 2005 in Stockholm stattfindenden Petrus Artedi Tricentennial Symposium on Systematic Ichthyology.